# Felix De Smedt
Felix De Smedt (Schelle, 16 augustus 1923 – Mechelen, 2 augustus 2012) was een Belgische judoka en judoleraar. Hij kwam voor het eerst in contact met judo in januari 1941 te Berlijn en is de oudst gedocumenteerde Belg die judo studeerde. Hij introduceerde het judo in België. In oktober 1945 stichtte hij in Schelle de eerste Belgische judoclub onder de naam Jūdō Club Schelle, later hernoemd tot Jūdō en Jūjutsu Academie Bushidō-Kwai. In oktober 1950 was De Smedt een van de stichters van de Belgische Amateur Jūdō Associatie (BEL.A.J.A.). De BEL.A.J.A. en de Belgische Federale Judo en Jiu-jitsu Vereniging (BFJJV/AFBJJ) (opgericht 6 juni 1959) waren de voorgangers van de latere Belgische Jūdō Federatie. Verschillende judokampioenen en later bekend geworden judoka danken aan De Smedt hun judo-opleiding.

## Jeugd
De Smedt werd geboren in Schelle, een Vlaamse gemeente nabij Boom in de provincie Antwerpen. Op zijn twaalfde kwam hij via zijn oom, een bedreven worstelaar, voor het eerst in contact met de worstelsport.
Na het uitbreken van de Tweede Wereldoorlog op 10 mei 1940 vluchtte hij als 16-jarige samen met andere schoolgenoten naar Moissac nabij Toulouse in het toen nog onbezette Zuid-Frankrijk. Toulouse lag immers in Vichy-Frankrijk beneden de demarcatielijn en bleef onbezet tot 11 november 1942. Het is daar dat hij zelf begon te worstelen.

## Loopbaan

### Judo-opleiding
Kort na zijn terugkeer naar België besloot De Smedt zijn vader, die door de Duitse bezetter was opgeëist om in Duitsland te gaan werken, te vervoegen. Het is daar in Berlijn dat hij tussen december 1940 en januari 1941 op zekere dag getuige was van een jiujitsu- en judo-openluchtdemonstratie die werd gehouden op de bekende Berlijnse laan Unter den Linden. De demonstratie maakte deel uit van het Duitse liefdadigheidsinitiatief Winterhulp (Das Winterhilfswerk des Deutschen Volkes) en de groep stond onder leiding van Erich Rahn (1885-1973). Reeds sinds 1903 had Rahn jūjutsu geleerd van Higashi Katsukuma die regelmatig Duitsland bezocht. Higashi had een achtergrond in het Japanse Tsutsumi Hōzan-ryū jūjutsu.
In 1906 had Rahn te Berlijn de eerste Duitse jiujitsuschool geopend. Deze school was in 1912 en 1935 bezocht geweest door Kanō Jigorō, de stichter van het Kōdōkan jūdō. Door deze laatste geïnspireerd, opende Rahn tevens een afdeling judo in zijn school. De Smedt voelde zich aangesproken door de judodemonstratie die hij had kunnen aanschouwen tijdens het Winterhulp-evenement en sloot zich in januari 1941 aan als lid van de Jūjutsu und Jūdō Verein Erich Rahn, gehuisvest in een Berlijnse bioscoop. Na twee jaar studie werd hem door Rahn een lesgeversdiploma in jiujitsu en judo uitgereikt. De Smedt ging ijverig door met oefenen tot als de oefenzaal en bioscoop in maart 1944 werden platgebombardeerd door de Geallieerden. Datzelfde jaar, terwijl de oorlog in alle hevigheid woedde, werd De Smedt overgeplaatst naar Düsseldorf. Gedurende die tijd verkeerde hij niet in de mogelijkheid om judo te beoefenen. Het grootste gedeelte van België werd bevrijd in september 1944. Op 7 mei 1945 staakten alle strijdkrachten onder Duits gezag hun actieve operaties. Op 5 juli 1945 ondertekenden de vier grootmachten het document dat de definitieve overgave van Duitsland regelde. Nog diezelfde maand keerde De Smedt terug naar België.

### Stichting eerste Belgische judoclubs
Na het einde van de oorlog verlangde De Smedt om opnieuw judo te beoefenen. Op 10 oktober 1945 opende hij te Schelle bij Boom de eerste Belgische judoclub onder de oorspronkelijke naam Jūdō Club Schelle, die hij in 1951 als Jūdō en Jūjutsu Academie Bushidō-Kwai hernoemde. Later, in december 1948, hiertoe verzocht door de Antwerpenaar Camiel Van Haesendonck (broer van de beter gekende François Van Haesendonck), begon hij samen met hen en met Jos Bergans op Antwerpen Kiel een tweede club, genaamd Ojigi お辞儀 (letterlijk: “Het groeten”).
De stichting van de Vlaamse club in Schelle ging vooraf aan de opening in november 1947 van de eerste Waalse club, de Jūdō Club de Charleroi, door Jean-Marie Falise. De Smedt’s Jūdō en Jūjutsu Academie Bushidō-Kwai zou later bijkomende afdelingen openen te Boom, Berlaar, Mechelen en Weerde. In Vlaanderen waren het vooral De Smedt en François Van Haesendonck die verantwoordelijk waren voor het onderricht in de eerste Vlaamse judoclubs. Via ontmoetingen met de Nederlander Maurice Van Nieuwenhuizen maar vooral via de Fransman Jean de Herdt, de Franse nationale en meervoudige Europese kampioen, slaagden zij erin hun judokennis gevoelig uit te breiden. De Walen Georges Ravinet en Jean-Marie Falise waren er tijdens een bezoek in Parijs aan de Japanse Meester Kawaishi Mikinosuke in geslaagd diens beste leerling, Jean de Herdt, te overtuigen om vanaf mei 1949 met regelmaat elke woensdag naar België af te reizen om zijn kennis hier te delen en de Belgische judoka op een hoger niveau te brengen.

### De Belgische wedloop om de zwarte gordel
In november 1949 bevorderde de Herdt De Smedt blauwe gordel 2de kyū, en in juni 1950 tot bruine gordel 1ste kyū. Hoewel De Smedt reeds sinds 1941 judo beoefende, hetgeen gemiddeld 3-5 jaar langer was dan de Walen Ravinet en Falise, had de Herdt Falise reeds tot 1ste kyū bevorderd in januari 1949. De aanwezigheid van de Herdt in Brussel zou uiteindelijk tot een schisma leiden onder de Vlaamse clubs in de regio rond Antwerpen, die tot op dat ogenblik hadden samengewerkt met De Smedt, Van Haesendonck, en de Nederlander Van Nieuwenhuizen.  De Smedt en de broers Van Haesendonck lagen aan de grond van de oprichting in oktober 1950 van de Belgische Amateur Jūdō Associatie (BEL.A.J.A.), op suggestie van de Nederlander Dr. Ger F.M. ‘Opa’ Schutte (1901-1978) uit Haarlem die in 1947 met judo was begonnen en eveneens in 1950 zijn zwarte gordel had behaald.
In oktober 1951 werden de allereerste Belgische examens georganiseerd voor zwarte gordel. Deze zouden worden gehouden te Brussel onder voorzitterschap van de Herdt voor de leden van de toenmalige Belgische Federale Judo en Jiu-jitsu Vereniging (BFJJV/AFBJJ). De toenemende rivaliteit onder de Belgische en Vlaamse judoclubs zorgde ervoor dat de Vlaamse judopioniers De Smedt en Van Haesendonck (beiden op dat ogenblik lid van de BEL.AL.J.A. i.p.v. de hoofdzakelijke Franstalige AFBJJ) bewust in het ongewisse werden gehouden over de nakende zwarte gordelexamens. Het hoeft geen betoog dat deze geniepigheid de start was van aanzienlijke wrevel in de Belgische judowereld. Bovendien, omdat het zolang had geduurd alvorens deze examens voor zwarte gordel konden worden georganiseerd, en om het hiërarchische verschil tussen de leraars van het eerste uur en hun leerlingen geen geweld aan te doen, werden de promotiedata van verschillende geslaagden geantedateerd, met als gevolg een verschillende promotiedatum. Georges Ravinet was de geslaagde met de meeste anciënniteit en zijn promotie werd geantedateerd tot 1 januari 1950, terwijl deze van Jean-Marie Falise werd geantedateerd tot 3 januari 1950. Het effect van deze antedateringen zou gedurende decennia voelbaar blijven doorheen de Belgische judogeschiedenis, omdat immers de minimale wachttijd voor promotie doorslaggevend zou zijn om te bepalen wie voor en wie na kon en zou worden bevorderd tot een hogere judo dan-graad.
De Smedt zal uiteindelijk zijn promotie tot zwarte gordel 1ste dan behalen in september 1952 bij 'Opa' Schutte, een student van Jaap Nauwelaerts de Agé (1917-2016) en van de Japanse expert Hirano Tokio (1922-1993). Schutte introduceerde De Smedt aan Hirano. Op deze manier werd De Smedt een eerste-generatiestudent van Hirano, hetgeen hij ook bleef van 1952 tot de dag dat Hirano Europa verliet.

### Latere carrière
De Smedt vervulde ook een pioniersrol in het onderwijzen van judo aan de politie, een activiteit die hij ondernam sinds de vroege jaren ’50; ook creëerde hij judocursussen voor specifieke populaties, zoals, bijvoorbeeld, kinderen en dames.
Tijdens zijn ongeveer 60-jaar lang durende judocarrière leidde De Smedt talloze judoka op tot zwarte gordel, en produceerde hij vele geduchte vechters en judokampioenen, waaronder als meest bekende: Gustaaf De Waele, François Van Onckelen (-60 kg) (1947-2015), Jeannine Meulemans (dames -56 kg), Carl De Crée (-78 kg), en Sonja Maes (dames -72 kg). Twee van zijn voormalige leerlingen (François Van Onckelen en Carl De Crée) bereikten daarnaast de hoge judograad van 8ste dan.
Op 28 november 1996 werd de oudste judoclub van België destijds in mei 1946 door De Smedt gesticht, de allereerste Belgische judoclub die het predicaat “Koninklijk” verkreeg. Sindsdien opereert de vereniging onder naam Koninklijke Jūdō & Karate Academie Bushidō-Kwai.
Op het einde van zijn leven was De Smedt nog steeds houder van de 2de dan-graad judo, waartoe hij 54 jaar eerder was bevorderd door Hirano en die werd gehomologeerd door Ichiro Abe in zijn toenmalige functie van technische directeur van de "Belgische Jūdō Federatie"; daarnaast was hij ook houder van een 6de dan in het BKM Jūdō-Karate Fighting System, een vorm van zelfverdediging die kodokan judo combineerde met Ashihara karate.

## Overlijden
Vanaf 2001 liet De Smedt het praktische judo-onderricht over aan anderen, terwijl hij actief bleef als clubvoorzitter. Tijdens zijn laatste jaren begon de ouderdom zijn bewegingsvrijheid te beperken. Felix De Smedt overleed in zijn slaap op 88-jarige leeftijd tijdens de vroege ochtend van 2 augustus 2012, vermoedelijk ten gevolge hartritmestoornissen veroorzaakt door electrolytenonevenwicht en orgaanfalen, nadat hij reeds enige tijd palliatieve zorg kreeg voor verschillende infecties.
In een eerbetuiging aan Felix De Smedt vanwege zijn grote verdienste aan het Belgische judo besloot de stad Mechelen op 10 oktober 2012 om de nieuwe dojo naar hem te vernoemen.